# Ocean Parkway (Brooklyn)
Ocean Parkway es un amplio bulevar y un barrio asociado en la parte centro-norte del distrito de Brooklyn en Nueva York (Estados Unidos).
Ocean Parkway se extiende sobre una distancia de 8 kilómetros, recorriendo casi de norte a sur desde las inmediaciones de Prospect Park a Coney Island y Brighton Beach. La avenida pasa aproximadamente paralela a la avenida de Coney Island, una importante avenida comercial varias manzanas al este. Se trata de una avenida central bidireccional de siete carriles, siendo el carril central para giros a la izquierda, dos pequeñas calles paralelas, y dos medaianas con árboles, bancos y sendas peatonales. La mediana oeste también cuenta con un carril bici, parte del Brooklyn-Queens Greenway. La avenida es designada New York State Route 908H, una ruta de referencia sin firmar.

## Historia
Frederick Law Olmsted y Calvert Vaux (que también eran responsables de Central Park, Prospect Park y Eastern Parkway) sugirieron Ocean Parkway a los comisionados del parque de Brooklyn en los informes elaborados durante la década de 1860. Elaboraron un plan de cooperación para Ocean Parkway, inspirado en los bulevares de Berlín y París. En 1868 el terreno fue adquirido por la ciudad de Brooklyn y el trabajo comenzó en 1874 y fue completado en 1880. El resultado fue similar al Eastern Parkway, con una calzada central, una herbosa mediana y una senda peatonal, con una anchura total de 64 metros. Los árboles, las mesas de juego, y los bancos se alineaban en la ruta de acceso de los peatones y el bulevar. Ocean Parkway comenzó en el Park Circle (ahora conocido como Machate Circle en honro al oficial de policía Robert Machate), en la entrada sur de Prospect Park, pasando a través de Windsor Terrace, Parkville, y otros barrios. Con el paso del tiempo, nuevos barrios (como Kensington) fueron construidos a lo largo de su ruta. La Prospect Expressway, construida en los años 1950, reemplazó a la media-milla norte de Ocean Parkway, y en 1975 fue designado un símbolo de la ciudad para impedir cualquier modificación adicional.
El sendero peatonal se separó en 1894 para crear el carril bici, el primero en los Estados Unidos. Alrededor de 1900, las casas se construyeron a lo largo del perímetro de Ocean Parkway, y durante la Primera Guerra Mundial se construyeron numerosas mansiones. Los compradores llegaron a Ocean Parkway desde Bedford-Stuyvesant, Brooklyn Heights y Bushwick. En la década de 1920 se construyeron complejos de apartamentos y viviendas de una y dos familias. La parte más septentrional de Ocean Parkway se convirtió en una zona de lujo, con apartamentos equipados de ascensores.